# Rémy Isidore Joseph Exelmans
Rémy Isidore Joseph Exelmans, conte Exelmans, născut la Bar-le-Duc pe 13 noiembrie 1775 și decedat la Paris pe 22 iulie 1852, a fost un general francez căruia i s-a acordat demnitatea de Mareșal al Franței.
1. ↑  Remy Joseph Isidore Exelmans, Baza de date Léonore, accesat în 9 octombrie 2017
2. ↑  Rémi Joseph Isidore Exelmans, SNAC, accesat în 9 octombrie 2017
3. ↑  Rémi Exelmans, Roglo
4. ↑  Remy Joseph Isidore Exelmans, Find a Grave, accesat în 9 octombrie 2017
5. ↑   http://www.senat.fr/senateur-2nd-empire/exelmans_remy_joseph_isidore0133e2.html Lipsește sau este vid: |title= (ajutor)